# Det uopnåelige
Det uopnåelige er en dansk dokumentarfilm fra 2016 instrueret af Carina Randløv.

## Handling
Igennem samtaler med kunstneren Knud Pedersen om de af hans projekter, som han indskrev i kategorien “Det Uopnåelige”, følger Carina Randløv ham fra 2013 og frem til hans død i 2014. Oftest var der lang vej fra ideen til selve udførelsen af projekterne, og sådan forblev det oftest for Knud Pedersen. Men i al sin paradoksalitet handler "Det Uopnåelige" om, at alt er muligt.